# Улкер Спортс Арена
Международный спортивный комплекс Фенербахче Улкер Спортс Арена (тур. Fenerbahçe Uluslararası Spor Kompleksi Ülker Spor Arena), сокращённо Улкер Спортс Арена (англ. Ülker Sports Arena) — мультифункциональный спортивный стадион, находящийся в турецком городе Стамбул, район Аташехир. Владельцем арены является спортивный клуб «Фенербахче». Вместимость арены составляет 15 тысяч человек для концертов и 13059 для баскетбольных матчей. Также здесь проводятся соревнования по волейболу, борьбе и тяжёлой атлетике.

## Структура
Площадь арены составляет примерно 55 тысяч м², что делает арену крупнейшей в Стамбуле. К арене прилегают несколько кафе и ресторанов, учебная площадка на 2500 мест и множество зон отдыха. С учётом лаунж- и VIP-зон арена принимает до 13800 человек на спортивные события.

## История
Арена открыта 25 января 2012 года матчем между мужскими баскетбольными клубами «Фенербахче» и «Милан» в рамках Евролиги 2011/2012 Топ-16. Открыл счёт в этом матче Марко Томас, лёгкий форвард «Фенербахче», который своим броском заработал два очка. В настоящее время арена является домашней для мужской и женской команд «Фенербахче».

## Мероприятия
2012:
- 27 апреля: Мистер Вселенная-2012
- 19 сентября: концерт Леонарда Коэна в рамках Old Ideas World Tour
- 22 сентября — 14 октября: Cirque du Soleil, шоу Alegria
- 5 октября: Бостон Селтикс в рамках турне НБА по Европе
- 16 — 17 ноября: концерт Дженнифер Лопес в рамках Dance Again World Tour

2013:
- 23 февраля: шоу WWE RAW
- 15 — 17 марта: концерт Майкла Джексона в рамках The Immortal World Tour
- 6 апреля: шоу кикбоксинга Glory 6: Istanbul
- 27 апреля: концерт Марка Нопфлера в рамках Privateering Tour
- 3 — 12 мая: мюзикл We Will Rock You в рамках We Will Rock You: 10th Anniversary Tour
- 7 сентября: гастроли звёзд корейской сцены в рамках Music Bank World Tour
- 5 октября: Оклахома-Сити Тандер в рамках турне НБА по Европе

2014:
- 3 — 5 октября: женский чемпионат мира по баскетболу, полуфиналы, матч за 3-е место и финал
- 11 октября: Сан-Антонио Спёрс в рамках турне НБА по Европе
- 16 ноября: концерт Деми Ловато в рамках Demi World Tour

2015:
- 2 января — 9 апреля: Евролига 2014/2015. Группа F
- 14 — 16 апреля: Евролига 2014/2015. Четвертьфинал
- 8 августа: League of Legends, финал чемпионата Турции
- 30 декабря: Евролига 2015/2016, матчи Топ-16

2016:
- 14 января — 1 апреля: Евролига 2015/2016, матчи Топ-16
- 12 — 14 апреля: плей-офф Евролиги 2016

2017:
- Чемпионат Европы по баскетболу 2017

## Посещаемость Евролиги
| Сезон Евролиги     | Итого   | Максимум | Минимум | Сред.  |
| ------------------ | ------- | -------- | ------- | ------ |
| 2011/2012 (Топ 16) | 35,978  | 12,191   | 11,870  | 11,993 |
| 2012/2013          | 85,303  | 12,100   | 1,800   | 7,109  |
| 2013/2014          | 137,753 | 12,968   | 3,230   | 11,313 |
| 2014/2015          | 164,449 | 13,013   | 8,559   | 11,746 |
| 2015/2016          | 142,264 | 12,886   | 7,043   | 10,162 |
| 2016/2017          | 179,510 | 12,973   | 7,043   | 11,219 |